# Конвой № 3724
Конвой № 3724 — японський конвой часів Другої світової війни, проведення якого відбувалось у липні — серпні 1943 року.
Пунктом призначення конвою був атол Трук у центральній частині Каролінських островів, де ще до війни створили потужну базу японського ВМФ, з якої до лютого 1944 року провадились операції у цілому ряді архіпелагів. Вихідним пунктом став розташований у Токійській затоці порт Йокосука (саме звідси традиційно вирушала більшість конвоїв на Трук).
Конвой № 3724 вийшов з порту 24 липня 1943 року. До нього входили транспорти «Могамігава-Мару», «Ямагірі-Мару» і «Сейко-Мару» під охороною кайбокана (фрегата) «Фукує».
Незадовго до завершення 31 липня 1943 року в районі за 400 км на північ від Труку «Могамігава-Мару» було торпедоване підводним човном USS Pogy. «Фукує» у відповідь скинув три глибинні бомби, що, утім, не призвело до якогось успіху. «Могамігава-Мару», на борту якого, окрім вантажу торпед, рису та інших матеріальних цінностей перебувало близько 700 військовослужбовців, затонуло, загинув 1 член екіпажу та 130 пасажирів. Близько 600 вцілілих через кілька годин підібрало  «Сейко-Мару», яке під охороною «Фукує» повернулося на місце загибелі «Могамігава-Мару».
Вранці 1 серпня 1943 року під час проведення рятувальних робіт інший американський підводний човен USS Steelhead торпедував «Сейко-Мару». «Фукує» провів ще одну атаку глибинними бомбами, цього разу використавши 13 одиниць, проте так само безрезультатно. Зате «Сейко-Мару», яке мало додаткову плавучість завдяки своєму вантажу деревини, змогло втриматись на воді і 2 серпня прибуло на Трук, так само як і «Ямагірі-Мару».
У лютому 1944 року «Сейко-Мару» перебуватиме на Труку, де й загине під час атаки американського авіаносного з'єднання).